# Gerda Christian
Gerda "Dara" Christian (født Gerda Daranowski 13. december 1913 i Berlin – 14. april 1997 i Düsseldorf) var en af Adolf Hitlers privatsekretærer under 2. verdenskrig. 
Gerda Daranowski blev antaget som en af Hitlers privatsekretærer i 1937. Hun havde været forlovet med Hitlers privatchauffør Erich Kempka, men giftede sig den 2. februar 1943 med officer i Luftwaffe Eckhard Christian. Efter brylluppet tog Gerda Christian orlov fra ansættelsen hos Hitler, og hun blev derfor afløst af Traudl Junge. Eckhard Christian blev på Hitlers befaling forfremmet i Luftwaffe. Gerda Christian vendte senere tilbage til Hitler som privatsekretær. og befandt sig i Hitlers førerbunker i krigens sidste måneder. 
Ægtemanden Eckard Christian blev den 1. september 1944 atter forfremmet på Hitlers befaling, nu til generalmajor og chef for Luftwaffes kommandoenhed. I april 1945 blev Eckhard udstationeret i Berlin i Førerbunkeren, men forlod den  22. april 1945 for at varetage opgaver som forbindelsesofficer. Gerda blev i Førerbunkeren. Efter Hitlers selvmod forsøgte Gerda den 1. maj 1945 at slippe ud af Berlin. Han var en del af en gruppe ledet af Brigadeführer Wilhelm Mohnke med sekretærerne Else Krüger og Traudl Junge. De blev fanget af sovjetiske soldater om morgenen den 2. maj 1945, da de forsøgte at skjule sig i en kælder på Schönhauser Allee.
Hun blev skilt fra Eckhard Christian i 1946, fordi han ikke var blevet med hende i Førerbunkeren efter Hitlers død.
Efter krigen boede hun i Düsseldorf, hvor hun arbejdede på et hotel. Hun var ven med Werner Naumann, en højtstående embedsmand i Nazi-Tysklands propagandaministerium og leder af en af efterkrigstidens neo-Nazi grupper. Gerda Christian døde af cancer i Düsseldorf i 1997 i en alder af 83 år.